# Главные архитекторы Баку

Главные архитекторы Баку — список персон, которые были главными архитекторами Баку. В списке отражены период работы на посту главного архитектора, а также основные достижения во время пребывания на этой должности. Список включает всех личностей со времени учреждения должности и до наших дней.
| Имя                                 | Фотография          | Годы жизни         | Период работы | Примечания |
| ----------------------------------- | ------------------- | ------------------ | ------------- | --- |
| Карл Густавович Гиппиус             | Нет свободного фото | 1832 или 1833—1880 | 1865—?        | Баку в значительной степени обязано ему своим внешним благоустройством: он урегулировал улицы и площади, построил каменную набережную и расположенные на ней дома губернаторский (1867), дворянского собрания и многие частные, устроил три городских фонтана. Он же отстоял неприкосновенность ханского дворца, когда явилось предположение приспособить его под тюрьму. |
| Касым-бек Гаджибабабеков            |                     | 1811—1874          | 1868—?        | Во время исполнения обязанностей городского архитектора Баку в 1868 году выполнил работы по обустройству водопровода, водоразборных водоемов-фонтанов и пр. |
| ?                                   | Нет свободного фото | ?—?                | ?—?           | . |
| Иосиф Викеньтевич Гославский        |                     | 1865—1904          | 1892—?        | В 1892 году, будучи производителем работ на постройке собора, Иосиф Гославский был назначен городским архитектором города Баку и остался на этой должности до конца жизни. В 1897 году по проекту Гославского в готическом стиле был построен жилой дом Меликова на Воронцовской улице (ныне — улица Ислама Сафарли, 19). В 1902 году по проекту Гославского было закончено строительство дворца Гаджи Зейналабдина Тагиева на улице Горчаковской, начатое ещё в 1893 году. Широко применена Гославским классическая форма в проекте здания Бакинского отделения Императорского русского технического общества на улице Торговой (ныне — улица Низами, 115), построенного в 1899 году. В 1901 году по составленному в 1899 году проекту Гославского была построена Женская мусульманская школа Тагиева, ставшая первой постройкой у крепостных стен на улице Николаевской. Последним проектом Гославского стало трехэтажное здание Бакинской городской думы, построенное в 1904 году в стиле барокко, но в оригинальной интерпретации. |
| ?                                   | Нет свободного фото | ?—?                | ?—?           | . |
| Зивер-бек Герай-бек оглы Ахмедбеков |                     | 1873—1925          | 1918—1922     | В период с 1906 по 1918 год были построены мечеть в Гёйчае (1906), «Имам-мечеть» (1909) и Джума-мечеть (1909—1918; совместно с Иосифом Плошко) в Шемахе, Голубая мечеть (1912—1913) и мечеть Тезе Пир, школа Саадет (позднее здание научно-исследовательского института офтальмологии, 1911—1912), один корпус Михайловской больницы (ныне здание родильного дома имени Мешади Азизбекова, 1900-е), «Детская больница» (ныне здание Научно-исследовательского института матери и ребёнка, 1914—1916) в Баку. Также Ахмедбеков является автором проектов ряда жилых домов в Баку и Шемахе. |
| ?                                   | Нет свободного фото | ?—?                | ?—?           | . |
| Расим Гасан оглы Алиев              | Нет свободного фото | 1934—1921          | 1974—1988     | Автор (в некоторых случаях соавтором) мавзолея над могилой азербайджанского поэта и драматурга Гусейна Джавида в Нахичевани (1996; мрамор, гранит; автор скульптуры Омар Эльдаров), зданий Международного аэропорта имени Гейдара Алиева в Баку и Нахичеванского аэропорта, ряда станций Бакинского метрополитена («Дружба Народов», «Ази Асланов»), ряда главных парков города Баку, здания посольства Азербайджана в Турции, Дворца культуры в Хырдалане, дворцы культуры в Губе на 600 мест и др. Также Расим Алиев является одним из архитекторов памятника Рихарду Зорге в Баку (скульптор Владимир Цигаль). Алиев также является автором проектов планировки и строительства Баку и ряда городов республики, в том числе «Генерального плана Баку» и регенерации Ичери-шехера. |
| Эльбай Энверович оглы Касим-Заде    | Нет свободного фото | 1948—              | 1989—2001     | . |
| ?                                   | Нет свободного фото | ?—?                | ?—?           | . |